# Bissa (ort)
Bissa är en ort i Burkina Faso.   Den ligger i regionen Boucle du Mouhoun, i den västra delen av landet, 210 kilometer väster om huvudstaden Ouagadougou. Bissa ligger 351 meter över havet och antalet invånare är 357.
Terrängen runt Bissa är platt, och sluttar västerut. Närmaste större samhälle är Fobiri, 4,1 kilometer söder om Bissa.
Omgivningarna runt Bissa är en mosaik av jordbruksmark och naturlig växtlighet. Runt Bissa är det ganska tätbefolkat, med 52 invånare per kvadratkilometer.